# Coniopterygidae
Coniopterygidae là một họ côn trùng có cánh trong bộ Cánh gân (Neuroptera). Họ này có khoảng 460 loài còn sinh tồn đã được biết đến.

## Hệ thống học
Nhiều loài hóa thạch trong họ này được phát hiện có tuổi từ kỷ Jura muộn. Hầu hết trong số chúng, cũng như các loài còn sinh tồn, là nhánh cơ bản hoặc có vị trí không chắc chắn về phát sinh loài trong họ này:
- Alboconis (hóa thạch)
- Apoglaesoconis (hóa thạch)
- Archiconiocompsa (hóa thạch)
- Archiconis (hóa thạch)
- Conwentzia
- Gallosemidalis (hóa thạch)
- Glaesoconis (hóa thạch)
- Heminiphetia (hóa thạch)
- Hemisemidalis (hóa thạch)
- Juraconiopteryx (hóa thạch)
- Libanoconis (hóa thạch)
- Libanoseminalis (hóa thạch)
- Pararchiconis (hóa thạch)
- Phthanoconis (hóa thạch)
- Semidalis
- Spiloconis